# Liocuna caeca
Liocuna caeca is een vlokreeftensoort uit de familie van de Unciolidae. De wetenschappelijke naam van de soort is voor het eerst geldig gepubliceerd in 1981 door A. A. Myers.